# Otrada (obwód sachaliński)
Otrada (ros. Отрада) – wieś w Rosji, w obwodzie sachalińskim, w rejonie jużno-kurylskim, na wyspie Kunaszyr. W 2021 liczyła 414 mieszkańców.